# Ana Azevedo
Ana Carolina de Jesus Azevedo (* 19. Mai 1998 in São Roque) ist eine brasilianische Leichtathletin, die sich auf den Sprint spezialisiert hat. 2022 siegte sie über 100 Meter bei den Südamerikaspielen in Asunción und 2019, 2021 und 2023 wurde sie Südamerikameisterin in der 4-mal-100-Meter-Staffel.

## Sportliche Laufbahn
Erste Erfahrungen bei internationalen Meisterschaften sammelte Ana Azevedo im Jahr 2015, als sie bei den Jugendweltmeisterschaften in Cali im 100-Meter-Lauf mit 11,95 s im Halbfinale ausschied und auch über 200 Meter schied sie mit 24,46 s im Semifinale aus. Bei den IAAF World Relays 2019 in Yokohama belegte sie in 43,75 s den vierten Platz mit der brasilianischen 4-mal-100-Meter-Staffel. Anschließend klassierte sie sich bei den Südamerikameisterschaften in Lima mit 24,01 s den fünften Platz im 200-Meter-Lauf und siegte in 44,70 s gemeinsam mit Anny de Bassi, Bruna Farias und Andressa Fidelis die Goldmedaille in der 4-mal-100-Meter-Staffel und gewann in 3:35,29 min die Silbermedaille in der 4-mal-400-Meter-Staffel hinter dem Team aus Kolumbien. Bei den World Athletics Relays 2021 im polnischen Chorzów wurde sie im Vorlauf der 4-mal-100-Meter-Staffel disqualifiziert. Anschließend gewann sie bei den Südamerikameisterschaften in Guayaquil in 23,87 s die Bronzemedaille über 200 Meter hinter ihrer Landsfrau Vitória Cristina Rosa und Marizol Landázuri aus Ecuador. Zudem siegte sie in 44,91 s gemeinsam mit Vida Caetano, Ana Cláudia Lemos und Micaela de Mello und wurde in 11,78 s Sechste über 100 Meter. Anschließend startete sie über 200 Meter bei den Olympischen Spielen in Tokio und scheiterte dort mit 23,20 s in der ersten Runde aus.
2022 startete sie über 200 Meter bei den Weltmeisterschaften in Eugene und schied dort mit 23,45 s in der ersten Runde aus. Im Oktober siegte sie in 11,75 s über 100 Meter bei den Südamerikaspielen in Asunción und gewann über 200 Meter in 23,43 s die Bronzemedaille hinter der Ecuadorianerin Anahí Suárez und Orangy Jiménez aus Venezuela. Zudem sicherte sie sich in der 4-mal-100-Meter-Staffel in 45,43 s gemeinsam mit Vida Caetano, Gabriela Mourão und Micaela de Mello die Bronzemedaille hinter den Teams aus Kolumbien und Chile. Im Jahr darauf gewann sie bei den Südamerikameisterschaften in São Paulo in 23,13 s die Bronzemedaille hinter der Ecuadorianerin Nicole Caicedo und Shary Vallecilla aus Kolumbien und mit der 4-mal-100-Meter-Staffel siegte sie in 43,47 s gemeinsam mit Vitória Cristina Rosa, Bárbara Leôncio und Rosângela Santos. Anschließend schied sie bei den Weltmeisterschaften in Budapest mit 23,45 s im Vorlauf aus und verpasste mit der Staffel mit 43,46 s den Finaleinzug. Ende Oktober belegte sie bei den Panamerikanischen Spielen in Santiago de Chile in 11,58 s den vierten Platz über 100 Meter und gewann in 23,52 s die Bronzemedaille über 200 Meter hinter der Dominikanerin Marileidy Paulino und Yunisleydis García aus Kuba. Zudem belegt sie mit der Staffel in 44,67 s den fünften Platz. 2024 schied sie bei den Hallenweltmeisterschaften in Glasgow mit 7,50 s in der ersten Runde über 60 Meter aus. Im Mai wurde sie bei den World Athletics Relays in Nassau in 43,51 s Fünfte im C-Lauf über 4-mal 100 Meter in der 2. Qualifikationsrunde für die Olympischen Spiele. Kurz darauf gewann sie bei den Ibero-Amerikanischen Meisterschaften in Cuiabá in 23,31 s die Bronzemedaille über 200 Meter hinter den Ecuadorianerinnen Aimara Nazareno und Anahí Suárez. Zudem siegte sie in 43,54 s im Staffelbewerb. Im August schied sie bei den Olympischen Sommerspielen in Paris mit 11,32 s im Vorlauf über 100 Meter aus und über 200 Meter schied sie mit 23,44 s in der Hoffnungsrunde aus.
2025 siegte sie mit neuem Meisterschaftsrekord von 7,16 s im 60-Meter-Lauf bei den Hallensüdamerikameisterschaften in Cochabamba. Kurz darauf schied sie bei den Hallenweltmeisterschaften in Nanjing mit 7,31 s in der ersten Runde aus. Im April belegte sie bei den Südamerikameisterschaften in Mar del Plata in 11,35 s den vierten Platz über 100 Meter. 
In den Jahren 2018 und 2021 sowie 2023 und 2024 wurde Azevedo brasilianische Meisterin in der 4-mal-100-Meter-Staffel und 2020, 2021 und 2024 siegte sie im 200-Meter-Lauf sowie 2024 auch über 100 Meter.

## Persönliche Bestzeiten
- 100 Meter: 11,18 s (−0,2 m/s), 27. Juni 2024 in São Paulo
  - 60 (Meter): 7,16 s, 22. Februar 2025 in Cochabamba
- 200 Meter: 22,91 s (+0,2 m/s), 27. April 2024 in São Bernardo do Campo
- 400 Meter: 52,70 s, 16. März 2024 in São Bernardo do Campo